# مارسل ماس
مارسل ماس (انگلیسی: Marcel Maes; ۱۹ دسامبر ۱۹۴۴ – ۱۰ اوت ۱۹۹۷) دوچرخه‌سوار اهل بلژیک بود.